# Thria senaarensis
Thria senaarensis là một loài bướm đêm trong họ Noctuidae.